# Strathmore Apartments
Les Strathmore Apartments sont un complexe multifamilial historique de 8 unités d'appartement situé au 11005-11013 1/2 Strathmore Drive dans le quartier Westwood de Los Angeles, en Californie. Parmi les anciens résidents notables, on compte John Entenza, Charles Eames, Ray Eames, Luise Rainer, Clifford Odets et Orson Welles,,.
Le bâtiment fait partie d'une collection de maisons conçues par l'architecte moderniste basé à Los Angeles, Richard Neutra, et construites dans le North West Westwood Village, qui comprend les Landfair Apartments (en), les Elkay Apartments (en) et les Kelton Apartments (en).

## Histoire
Les appartements Strathmore ont été conçus en 1937 dans le style international par l'architecte de Los Angeles Richard Neutra. Il a été chargé par le propriétaire foncier de concevoir un immeuble de 4 logements et a ajouté 4 autres logements à côté du bâtiment pour lui-même lorsqu'il s'est rendu compte que le terrain était disponible,. Le complexe comprend une cour de bungalow (en) moderne. Les premiers occupants, y compris les membres de la famille élargie de Neutra et l'actrice Luise Rainer, ont qualifié le style architectural de « froid » et « industriel ».
Des scientifiques océanographiques et atmosphériques de l'UCLA et un mathématicien ont ensuite converti quatre des huit unités en condos, que l'on pense être les premières et les seules conversions de condos effectuées dans un bâtiment Neutra,,.
Le 8 avril 1988, la ville de Los Angeles a désigné le complexe Los Angeles Historic-Cultural Monument,,.